# Cotoneaster gilgitensis
Cotoneaster gilgitensis är en rosväxtart som beskrevs av Klotz. Cotoneaster gilgitensis ingår i släktet oxbär, och familjen rosväxter. Inga underarter finns listade i Catalogue of Life.